# Rausch einer Nacht
Rausch einer Nacht (Untertitel Alexa) heißt ein deutscher Spielfilm von Eduard von Borsody, der am 16. Februar 1951 in den Kinos der Bundesrepublik Deutschland startete. Gertrud Kückelmann, für die es ihre zweite Rolle in einem Film war, wurde für ihre Darstellung mit dem Bundesfilmpreis als „Beste Nachwuchsdarstellerin“ ausgezeichnet. Die weiteren Hauptrollen sind mit Paul Dahlke und Christl Mardayn besetzt.

## Handlung
Inge Siebel feiert mit Axel Peterson in der Boccaccio-Bar ihr bestandenes Musikexamen. Sie hat sich in den bedeutend älteren Mann verliebt und will nun sogar die Verlobung mit Dr. Felix Fichtner, der in den von ihrem Vater geleiteten Stahlwerken arbeitet, lösen. In übermütiger Feierstimmung ruft sie ihre Stiefmutter Alexa an und lässt auch Axel ans Telefon. Alexa erkennt Axels Stimme sofort wieder: Sie und Axel Peterson waren einst ein stadtbekanntes Paar. Warum sich Axel Peterson damals überstürzt von ihr getrennt hatte, weiß sie bis heute nicht. Sie hatte sich dann aus der Stadt zurückgezogen und später ihren jetzigen Mann kennengelernt. Der heutige Generaldirektor Siebel war damals noch Buchhalter in der Firma. Sie hatte sich um die damals achtjährige Inge gekümmert und ihr die verstorbene Mutter ersetzt, und im Hintergrund dafür gesorgt, dass ihr Mann beruflich vorankam. 
Inge will nun mit Axel Peterson reden und ihre Stieftochter beschützen, der es nicht so ergehen soll, wie ihr damals. Das Gespräch, das sie mit Peterson in der Boccaccio-Bar führt, nimmt allerdings eine überraschende Wendung: Axel erklärt ihr seine damalige Situation und dass er sie nur verlassen habe, um sie nicht in seinen Bankrott mit hineinzuziehen. Geliebt habe er aber immer nur sie. Seine Worte verfehlen ihre Wirkung auf Alexa nicht. Sie muss sich eingestehen, dass sie Axel immer noch liebt, und will für ihn ihren Mann verlassen. Axel trennt sich von Inge und Alexa kann sie aufgrund ihrer eigenen Schuld kaum trösten. Sie spricht sich mit ihrem Mann aus und gesteht ihm ihre Trennungsabsichten. Das Gespräch mit Siebel macht Alexa klar, wie sehr ihr Mann sie liebt und wie groß sein Verständnis für sie ist. Sie beschließt, bei ihm zu bleiben, und Axel Peterson verlässt die Stadt allein.  

## Produktionsnotizen
Der Film entstand im Atelier München-Geiselgasteig der Bavaria Film, die Außenaufnahmen stammen aus München. Ernst H. Albrecht und Arne Flekstad schufen die Bauten, Produktionsleiter war Erwin Gitt. Die Uraufführung erfolgte am 16. Februar 1951 in Hamburg.
In Österreich hatte der Film am 3. August 1951 Premiere. Dort lief er alternativ auch unter dem Titel Alexa. In Kanada bzw. den englischsprachigen Ländern trug er den Titel One Night's Intoxication.  Die Globus-Film war für den Deutschlandvertrieb zuständig und Transocean-Film für die weltweite Vermarktung.  

## Kritiken
„Ein Spekulant stößt nach zehnjähriger Abwesenheit auf die Stieftochter seiner ehemaligen Geliebten, die er damals wegen finanzieller Fehlschläge verlassen hatte. Er glaubt die Medizinstudentin zu lieben, bis ihn die einstige Geliebte eines besseren belehrt. Melodramatisches Liebesdrama mit bemühten Charakterdarstellungen.“

## Auszeichnungen
Gertrud Kückelmann wurde mit dem Bundesfilmpreis 1952 als
„Beste Nachwuchsschauspielerin“ für ihre Leistung in Rausch einer Nacht ausgezeichnet. 
Der Deutsche Filmpreis „Beste Nachwuchsdarstellerin“ wurde von 1952 bis 1989 vergeben. Gertrud Kückelmann und Gardy Granass (Heidelberger Romanze) waren die ersten beiden Schauspielerinnen, die den Preis mit dem Namen „Goldene Dose“ im Rahmen des Deutschen Filmpreises erhielten.